# 1. Novoborský ŠK
1. Novoborský šachový klub je český šachový klub se sídlem v Novém Boru. Od roku 2006, kdy postoupil do Šachové extraligy, patří mezi nejlepší české kluby a dosahuje i úspěchů v mezinárodním srovnání. V roce 2013 a 2024 se stal vítězem evropského klubového poháru.

## Historie
1. Novoborský ŠK byl založen 29. srpna 2001. Navazoval na tradici šachu v Novém Boru, která začala již před druhou světovou válkou. Klub Jiskra Nový Bor se dostával v soutěžích družstev na úroveň divize, ale sestupoval z ní. Fejfarův memoriál na památku místního šachisty Věnceslava Fejfara se v Novém Boru konal poprvé v roce 1962. V roce 2001 se klub od TJ Jiskra Nový Bor osamostatnil, jeho prezidentem se stal Vladimír Dufek.
V sezoně 2003/04 klub vyhrál liberecký regionální přebor západ, o rok později ale už hrál v 2. lize, jejíž skupinu B ovládl bez porážky. V roce 2005/06 sice prohrál zápas s pražským ŠK DP Holdia, přesto se stal vítězem 1. ligy - Západ a postoupil do extraligy. Kmenovými hráči klubu tehdy byli Robert Cvek a Lukáš Klíma, na první šachovnici hostoval Zbyněk Hráček. Ten se pak stal jednou z trvalých opor klubu. V prvním extraligovém ročníku skončil Nový Bor druhý za Pardubicemi, ale v roce 2007/08 se dočkal i s pomocí hostujícího velmistra Jiřího Štočka bez porážky prvního titulu. V sezóně 2008/09 ještě jednou zůstal Nový Bor bez titulu, když ho předčil tým Mahrla Praha, ale od následujícího roku začala jeho vítězná série. KIub navíc svoje řady nadále posiloval, kromě dvou nejlepších českých hráčů Davida Navary (nastupoval za Nový Bor, pokud v extralize nehrál jeho domovský klub Mahrla Praha) a Viktora Lázničky (přišel v roce 2008 z Pardubic) angažoval na přední šachovnice také zahraniční posily jako Nikitu Viťugova, Radoslawa Wojtaszka nebo Alexeje Širova.

## Evropský pohár klubů
Od roku 2007 se 1. Novoborský ŠK začal účastňovat Evropského poháru klubů. Od premiérového čtrnáctého místa se pravidelně pohyboval na začátku druhé desítky tabulky. V roce 2011 ale v lázních Rogaška Slatina Nový Bor vyhrál pět zápasů, jednou remizoval a jednou prohrál, což stačilo na třetí místo. Na výsledku měl zásluhu zejména Polák Mateusz Bartel, který ze sedmi kol ztratil jen půl bodu. V následujícím roce skončil Nový Bor desátý.
V roce 2013 se Evropský pohár klubů konal na řeckém ostrově Rhodu. Nový Bor nastoupil v sestavě David Navara, Radoslaw Wojtaszek, Viktor Láznička, Krišnan Sasikiran, Zbyněk Hráček, Mateusz Bartel a Robert Cvek. V úvodních třech kolech zaznamenal vítězství, ve čtvrtém pak narazil na ruský Malachit. Navara (s Griščukem) a Sasikiran prohráli, ale Láznička (proti Morozevičovi) a Bartel si připsali výhry a Nový Bor remizoval 3:3. Byla to nakonec jeho jediná ztráta v turnaji. Klíčovou výhru 3,5:2,5 si pak Nový Bor připsal v předposledním šestém kole proti ázerbájdžánskému SOCARu, když rozhodl na prvních třech šachovnicích (Navara porazil Caruanu, Wojtaszek Topalova a Láznička Kamského). Titul pak Nový Bor potvrdil v posledním kole proti Minsku výhrou 4,5:1,5 a jako první český klub v historii vyhrál evropský pohár. Předseda šachového svazu a dřívější předseda klubu Viktor Novotný pak 1. Novoborský ŠK označil za „letos asi nejúspěšnější český sportovní klub v Evropě“.

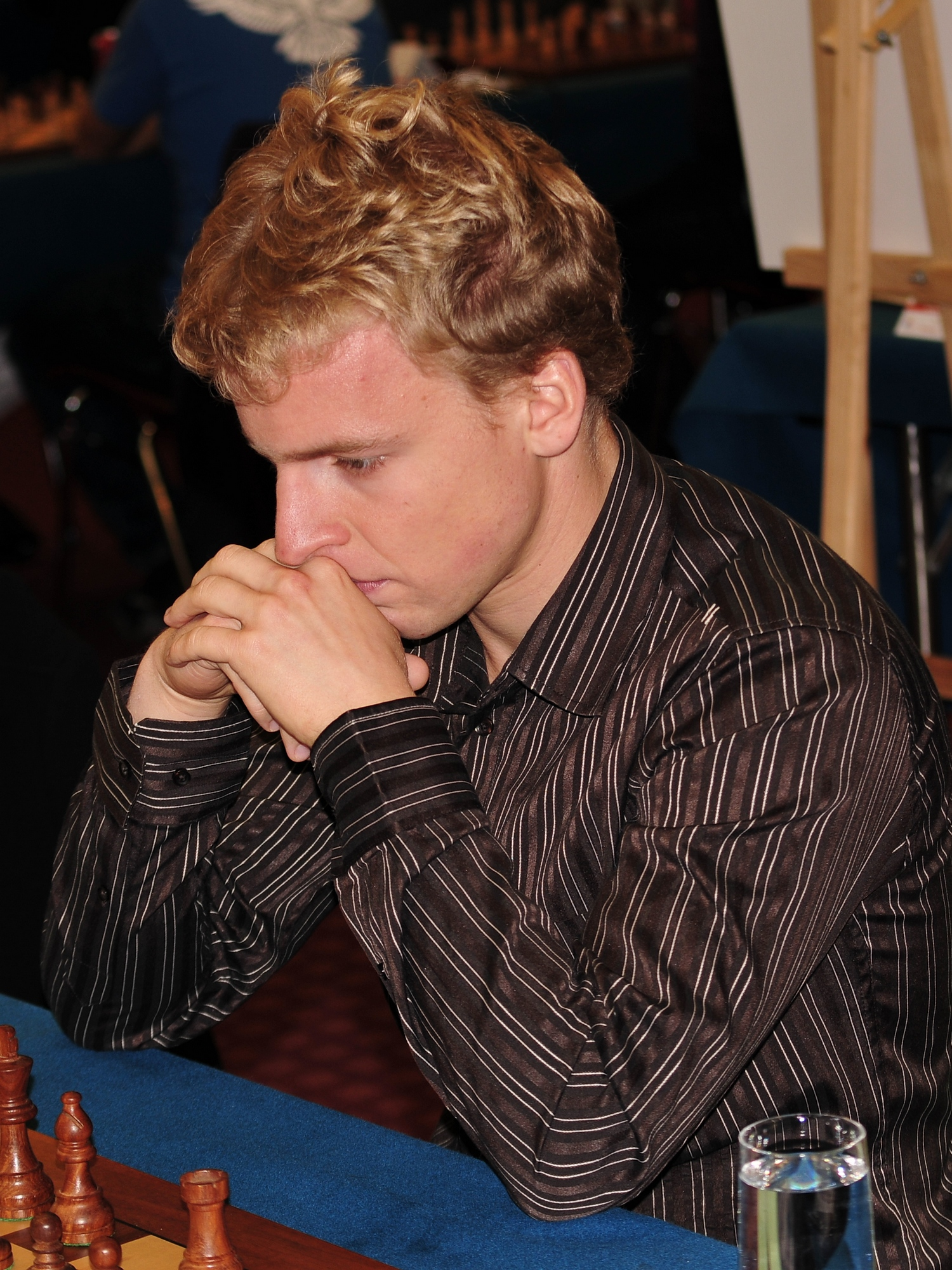
Viktor Láznička 2013

V následujícím roce v Evropském poháru v Bilbau Nový Bor prohrál jen s ázerbájdžánským SOCARem a obsadil konečné druhé místo. Z hlediska jednotlivých partií dosáhl dokonce ještě lepšího výsledku než před rokem, když zaznamenal celkem 63,5 partiových bodů, oproti 58,5 v předchozím roce. Hlavními oporami týmu byli Radoslaw Wojtaszek na první šachovnici (tři výhry, žádná porážka a tři remízy), Pentala Harikrišna na třetí (+5 -0 =2) a Zbyněk Hráček na sedmé (+5 -0 =1). Harikrišna byl nejlepší ze všech hráčů na třetí šachovnici, Wojtaszka na první desce předčil jen Fabiano Caruana, Hráčka na sedmé jen Anton Korobov. David Navara obsadil páté místo v hodnocení hráčů na druhé šachovnici, když mj. podruhé během dvou měsíců po Šachové olympiádě porazil Alexandra Morozeviče.

## Činnost
Klub pořádá každoroční zápasy předních šachistů nazvané Novoborská šachová corrida, Fejfarův memoriál v bleskovém šachu nebo turnaj v klasickém šachu Nový Bor Open patřící do seriálu Czech Tour. V soutěžích družstev dospělých má čtyři družstva od extraligy po krajskou soutěž, v soutěžích mládeže nastupuje oddíl s názvem Novoborská šachová akademie.
Klub provozuje Novoborský šachový server, v současnosti největší šachový webový portál v České republice.

### Novoborská šachová corrida
V roce 2011 uspořádal klub poprvé Novoborskou šachovou corridu, ve které se postupně utkali Navara s Lázničkou (1,5:4,5), Láznička se Širovem (2:4), Láznička s Topalovem (2:4) a Láznička s Rapportem (3:3, 0:2 tie-break v rapid šachu).

## Hráči

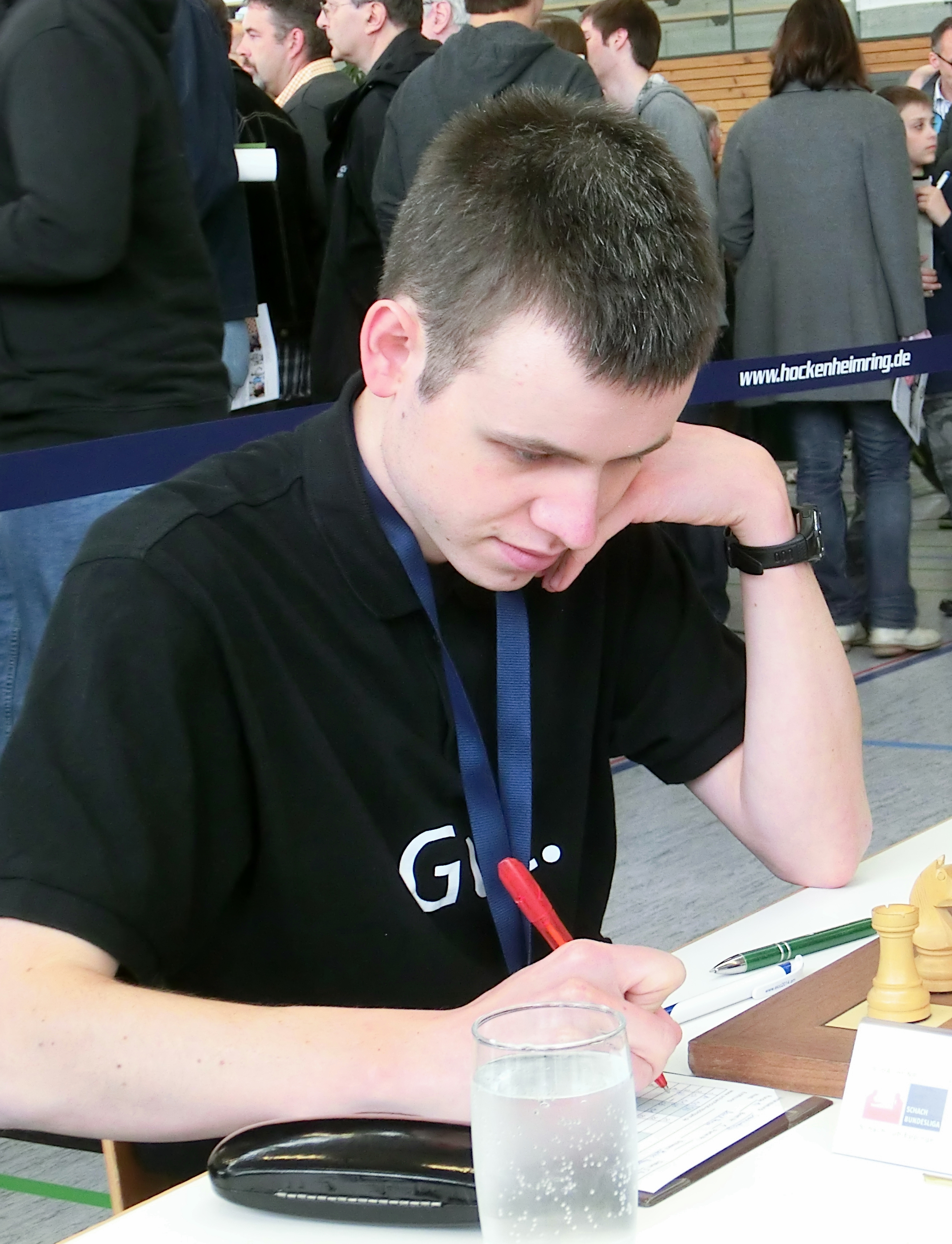
David Navara 2014

Za šachový klub hráli Extraligu velmistři:
- Vlastimil Babula,  Mateusz Bartel,  Robert Cvek,  Petr Hába,  Penteala Harikrišna,  Zbyněk Hráček,  Radek Kalod,  Viktor Láznička,  Ján Markoš,  David Navara,  Krišnan Sasikiran,  Alexej Širov,  Jiří Štoček,  Nikita Viťugov,  Marek Vokáč,  Radoslaw Wojtaszek,  Pavel Žilka

mezinárodní mistři:
- Lukáš Klíma,  Tadeáš Kriebel,  Tomáš Kulhánek,  Pavel Šimáček

## Úspěchy
- Titul mistrů ČR družstev (vítězství v České šachové extralize): 2008, 2010, 2011, 2012, 2013, 2014, 2015
- Evropský pohár klubů: 1. místo (2013), 2. místo (2014), 3. místo (2011)

## Přehled výsledků

### České dlouhodobé soutěže družstev
| Soutěž            | Sezóna  | Poř | P/S    | Z  | V  | R | P | BZ | BP   | VP |
| ----------------- | ------- | --- | ------ | -- | -- | - | - | -- | ---- | -- |
| Regionální přebor | 2003/04 | 1.  | postup | 8  | 8  | 0 | 0 | 16 | 50,0 | 44 |
| 2. liga B         | 2004/05 | 1.  | postup | 11 | 10 | 1 | 0 | 21 | 65,5 | 54 |
| 1. liga západ     | 2005/06 | 1.  | postup | 11 | 10 | 0 | 1 | 30 | 61,5 | 45 |
| Extraliga         | 2006/07 | 2.  |        | 11 | 7  | 2 | 2 | 23 | 50,5 | 26 |
| Extraliga         | 2007/08 | 1.  |        | 11 | 9  | 2 | 0 | 29 | 57,0 | 34 |
| Extraliga         | 2008/09 | 2.  |        | 11 | 8  | 2 | 1 | 26 | 58,0 | 37 |
| Extraliga         | 2009/10 | 1.  |        | 11 | 10 | 1 | 0 | 31 | 57,5 | 37 |
| Extraliga         | 2010/11 | 1.  |        | 11 | 9  | 2 | 0 | 29 | 61,0 | 42 |
| Extraliga         | 2011/12 | 1.  |        | 11 | 9  | 2 | 0 | 29 | 65,5 | 51 |
| Extraliga         | 2012/13 | 1.  |        | 11 | 9  | 2 | 0 | 29 | 58,5 | 36 |
| Extraliga         | 2013/14 | 1.  |        | 11 | 11 | 0 | 0 | 33 | 63,5 | 44 |
| Extraliga         | 2014/15 | 1.  |        | 11 | 10 | 1 | 0 | 31 | 63,0 | 44 |
| Extraliga         | 2015/16 | 1.  |        | 11 | 11 | 0 | 0 | 33 | 63,5 | 42 |
| Extraliga         | 2016/17 | 1.  |        | 11 | 11 | 0 | 0 | 33 | 64,5 | 48 |
| Extraliga         | 2017/18 | 1.  |        | 11 | 11 | 0 | 0 | 33 | 69,0 | 52 |

### Evropský pohár klubů
| Ročník | Místo           | Poř | Z | V | R | P | BZ | BP   | VP |
| ------ | --------------- | --- | - | - | - | - | -- | ---- | -- |
| 2007   | Kemer           | 14. | 7 | 4 | 1 | 2 | 9  | 22,0 | 17 |
| 2008   | Kallithea       | 10. | 7 | 5 | 0 | 2 | 10 | 25,5 | 15 |
| 2009   | Ohrid           | 14. | 7 | 4 | 0 | 3 | 8  | 23,5 | 15 |
| 2010   | Plovdiv         | 13. | 7 | 3 | 3 | 1 | 9  | 22,5 | 10 |
| 2011   | Rogaška Slatina | 3.  | 7 | 5 | 1 | 1 | 11 | 31,5 | 24 |
| 2012   | Ejlat           | 10. | 7 | 4 | 0 | 3 | 8  | 25,5 | 15 |
| 2013   | Rhodos          | 1.  | 7 | 6 | 1 | 0 | 13 | 28,5 | 23 |
| 2014   | Bilbao          | 2.  | 7 | 6 | 0 | 1 | 12 | 32,0 | 27 |
| 2015   | Skopje          | 5.  | 7 | 5 | 0 | 2 | 10 | 31,0 | 24 |
| 2016   | Novi Sad        | 8.  | 7 | 5 | 0 | 2 | 10 | 31,5 | 26 |
| 2017   | Kemer           | 4.  | 7 | 5 | 1 | 1 | 11 | 28,0 | 17 |
| 2018   | Porto Carras    | 2.  | 7 | 5 | 2 | 0 | 12 | 30,5 | 23 |